# Гранбери, Вирджиния

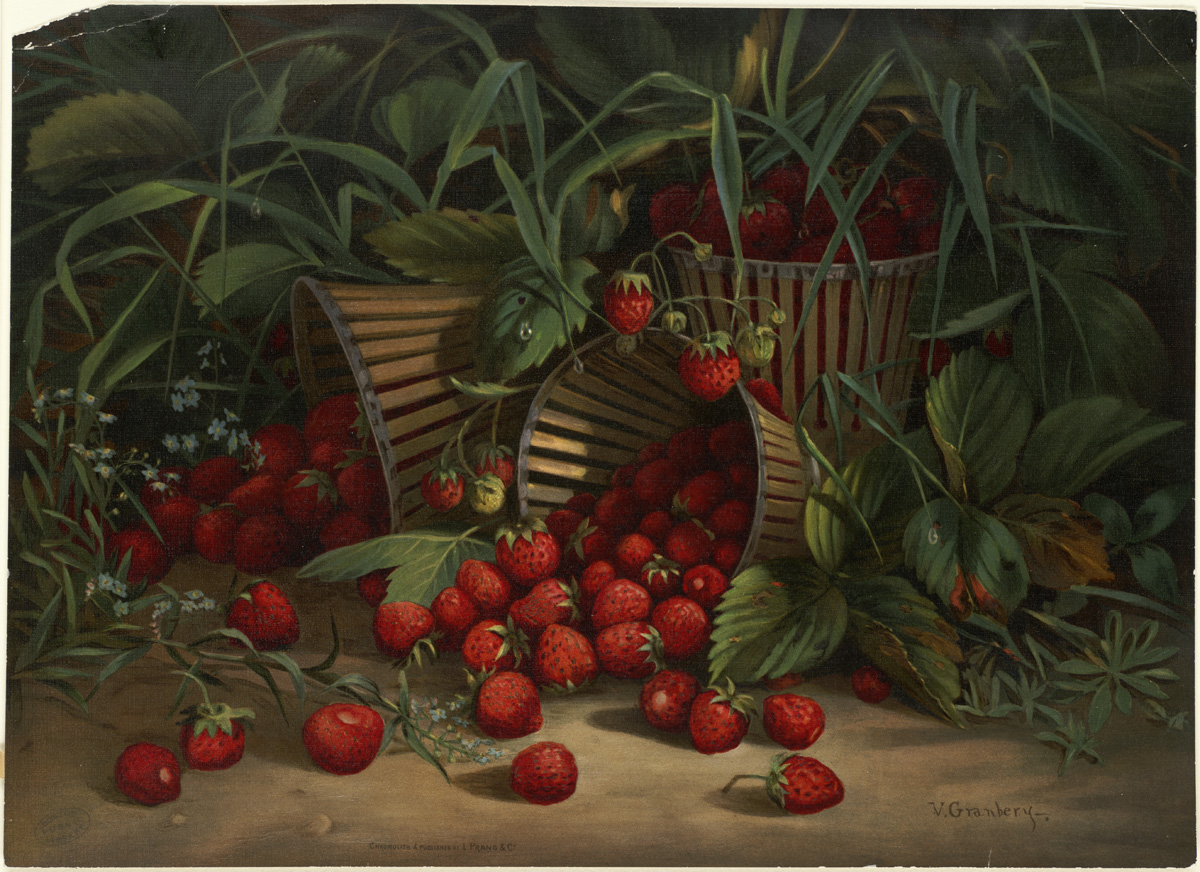
Одна из работ Вирджинии Гранбери

Вирджиния Гранбери (англ. Virginia Granbery; 1831—1921) — американская художница.

## Биография
Родилась 7 августа 1831 года в Норфолке, штат Виргиния, сестра художницы Генриетты Гранбери. Позже их семья переехала на север и поселилась в Нью-Йорке. Их дядей был художник Джордж Гранбери (George Granbery, 1794—1815).
Обе сестры изучали живопись в Нью-Йорке, затем преподавали в Бруклине. В числе их учениц была Энни Купер Бойд. Вирджиния училась в Коллегиальном институте Пакера, позже брала уроки в Cooper Union у Альберта Беллоуза и в Национальной академии дизайна.
Генриетта и Вирджиния вместе жили на Манхэттене, в частном порядке продавая свои работы.
Вирджиния была особенно известна картинами с изображением фруктов, большинство из которых утеряно. В свое время Луи Пранг воспроизвел в виде литографий большинство её работ, чем любого другого художника. Также она писала портреты, пейзажи и животных. Некоторое время Вирджиния преподавала в Институте Пакера, где художественный факультет под её руководством увеличился более чем вдвое, и, вероятно, покинула Нью-Йорк после 1890 года.
Она выставляла свои работы в Национальной академии дизайна с 1859 по 1890 год; в Пенсильванской академии изящных искусств с 1860 по 1889 год; в Бруклинской художественной ассоциации ( Brooklyn Art Association) с 1861 по 1886 год и вместе со своей сестрой представляли работы на Всемирной выставке в Филадельфии в 1876 году.
Умерла 17 июля 1921 года в Нью-Йорке. Замужем не была. Была похоронена на кладбище Cedar Grove Cemetery в родном городе.